# Dan Petersen
Dan Petersen (Odense, 6 mei 1972) is een voormalig Deens voetballer.

## Carrière
De jonge Dan Petersen begon te voetballen bij het plaatselijke OB Odense. De Deense aanvaller maakte in 1990 zijn debuut in het A-elftal van de club, die in de Deense Eerste Klasse speelde op dat moment.
In 1991 werd Petersen, toen 19 jaar, door Ajax overgenomen samen met teamgenoot Johnny Hansen. Petersen bleef drie seizoenen, werd één keer landskampioen en won één keer de nationale beker. Maar de Deense spits speelde maar af en toe in Nederland. Het grootste probleem was zijn blessure-gevoeligheid. Hij vertrok hij in 1994 naar AS Monaco. Daar werd hij in zijn eerste seizoen een vaste waarde, maar de twee volgende seizoenen speelde hij telkens maar tien wedstrijden.
In 1997 verliet Petersen Monaco om in België te gaan voetballen. Daar kwam de Deen terecht bij RSC Anderlecht. Petersen speelde er één seizoen regelmatig, maar tijdens zijn tweede seizoen kwam hij niet van de bank.
In 1999 trok de spits dan toch maar terug naar de Franse competitie, waar hij terechtkon bij SC Bastia. In zijn eerste seizoen speelde hij 26 wedstrijden voor Bastia, maar een seizoen later was het al veel minder. Tussen de periode 2000 en 2003 speelde hij slechts één keer. In 2003 maakte Dan Petersen een einde aan zijn carrière als voetballer, hij was toen 31 jaar.

## Erelijst
| Competitie     |        |         |      |      |
| Competitie     | Aantal | Jaren   |      |      |
| Ajax           | Ajax   | Ajax    | Ajax | Ajax |
| -------------- | ------ | ------- | ---- | ---- |
| Internationaal |        |         |      |      |
| UEFA Cup       | 1x     | 1991/92 |      |      |
| Nationaal      |        |         |      |      |
| Eredivisie     | 1x     | 1993/94 |      |      |
| KNVB beker     | 1x     | 1992/93 |      |      |